# Анна Святославна
Анна Святославна (пом. 31 липня 1418, Троки ) — донька Святослава Івановича, князя смоленського. Друга дружина Вітовта. Матір Софії, їх єдиної дочки, що вийшла заміж за великого князя московського Василя I Дмитровича. Фундаторка віленської церкви святої Анни. Історично відома за епізодом визволення Вітовта з Кревського замку 1382 року.

## Біографія

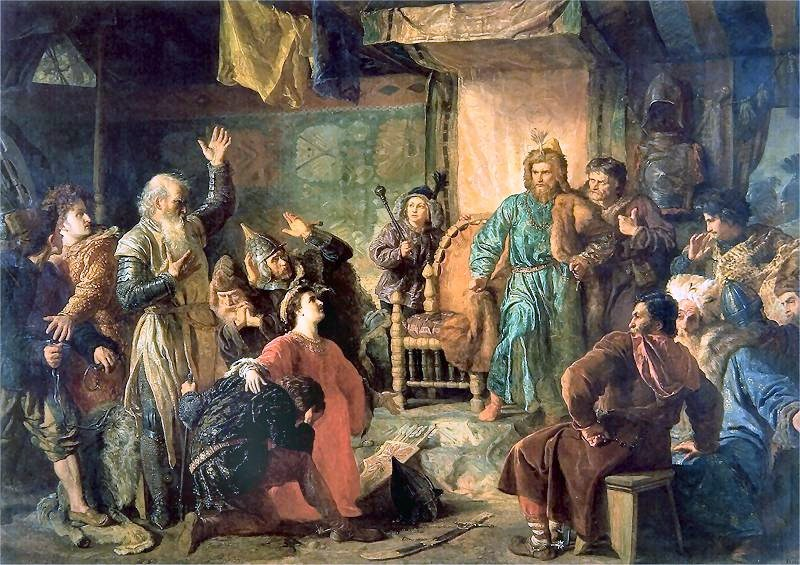
«Кейстут і Вітовт в полоні Ягайла», Войцех Герсон, 1873 рік

Весілля Ганни й Вітовта відбулася, ймовірно, близько 1370 року. Вперше Ганна згадується в джерелах під 1382 роком, коли її чоловік Вітовт був ув'язнений в Кревському замку за наказом Ягайла, політичного супротивника в громадянській війні 1381—1384 років. Немає сумнівів в тому, що втечу Вітовта організувала саме Ганна, проте деталі цієї події різняться в різних джерелах. Невідомо, яким чином Ганні вдалося потрапити в тюремний спокій Вітовта. У литовсько-білоруських літописах розповідається, що Ганна привела з собою двох служниць, одній з яких наказала обмінятися одягом з Вітовтом. Віганд Марбурзький наводить народне оповідання, що Вітовт обмінявся одягом з самою Ганною. Ймовірно, Ганна залишилася в замку і невідомо, чи змогла вона втекти, чи була звільнена. Набагато пізніше Теодор Нарбут додав кілька барвистих деталей в картину втечі Вітовта. За Нарбутом, Вітовт був хворий, а врятувала його служниця Олена, що добровільно пожертвувала собою заради порятунку пана.

### Друга громадянська війна
1389 року під час невдалої спроби Вітовта взяти Вільну Ганна перебувала в Гродно. Невдала спроба перевороту змусила Вітовта знову звернутися за допомогою до Тевтонського ордену. Між Вітовтом і хрестоносцями був укладений Лікська угода, за яким Орден зобов'язався надати підтримку Вітовту в його боротьбі з двоюрідними братами Ягайлом і Скиргайлом. Як гарантію лояльності Вітовта хрестоносці зажадали від нього залишити заручників, серед яких була й Ганна. Після закінчення громадянської війни 1392 року між недавніми супротивниками було укладено Островську угоду, підписану й Ганною. За цією угодою Вітовт ставав великим князем литовським, а його дружина, відповідно, великою княгинею. Від Ганни виходить два листи цього часу: один адресований Ягайлові, а другий — його дружині Ядвізі (на обох стоїть підпис Ганни). Ганна продовжувала залишатися активною в політичних справах і брала участь в переговорах з приводу укладення Салінської угоди 1398 року.
У 1400 році Ганна відвідала могилу відомої самітниці Доротеї з Монтау в Марієнвердері, молилася по церквах святої Ганни в Бранденбурзі і святої Варвари в Ольденбурзі. Велику княгиню супроводжував її шурин Сигізмунд Кейстутович і свита з 400 осіб. Ганна продовжувала підтримувати хороші відносини з лицарями Тевтонського ордена, які часто посилали їй дорогі подарунки, наприклад, клавікорд і портатив 1408 року, цінні вина 1416 року.

### Смерть і вшанування пам'яті
Анна померла 31 липня 1418 року в Тракайському замку. Після її смерті по всіх церквах Пруссії було наказано провести молебень. Відносини великої княгині з поляками були натягнутими. Доброзичливо про Ганну висловлювався фламандський мандрівник Жільбер де Ланнуа.
Вважається, що церква Святої Ганни в Нижньому Віленському замку, побудована до 1390 року була названа на честь великої княгині, пізніше ця церква стала відома як церква святої Варвари, до наших днів не збереглася.
Після смерті Анни Вітовт узяв в дружини доньку свого радника Івана Гольшанського Юліану. Польський хроніст XV століття Ян Длугош вважав, що перший чоловік Уляни Іван Карачевський з Брянщини був убитий за наказом Вітовта спеціально для того, щоб великий князь міг одружитися з нею. Віленський єпископ відмовився проводити церемонію з побоювання кровозмішання (Уляна була дочкою Агрипини — сестри Ганни) і зажадав дозволу Папи римського . Зрештою, церемонія була проведена вроцлавським єпископом. За «Хронікою Биховця», другою дружиною Вітовта була Марія — донька князя Андрія Лукомського і Стародубського, а Уляна вже третьою.

### Походження
В історіографії існують різні версії про походження Ганни. Згідно з пізнішою і ненадійною «Хронікою Биховця», Ганна була донькою смоленського князя Святослава Івановича і сестрою Юрія Святославовича, останнього незалежного правителя Смоленського князівства. У документах 1413 року згадується шурин Вітовта «російський князь Василь». При цьому відомо, що у Юрія також був брат Василь. Довгий час версія про смоленське походження Ганни була єдиною. Складений ще за життя Вітовта «Літописець великих князів литовських» (частина літописного зводу 1446 року) докладно описує війни зі Смоленським князівством 1386, 1395, 1401 і 1404 років, але не містить ніякої інформації про спорідненість Вітовта з Юрієм Святославовичем.
1933 року литовський історик Ігнас Йонінас (лит. Ignas Jonynas) видав роботу, в якій розкритикував Хроніку Биховця і спробував довести, що Ганна була не православною княгинею західноруських земель, а сестрою дворянина з Ейшишек і воєначальника війська Вітовта Судимонта. Стара хроніка великих магістрів Тевтонського ордена згадує Судимонта як шурина (нім. Swoger) Вітовта, проте значення цього німецького терміна могло бути й іншим. У документі від 1416 року Судимонт зветься як magen — кровна рідня. Після дослідження Йонінаса в литовській історіографії Судимонт по відношенню до Ганни став називатися братом, батьком, або чоловіком сестри.
Ян Тенговській, сучасний дослідник генеалогії Гедиміновичів, дотримується точки зору, що Судимонт і Лев Друцький (також згадується як швагер Вітовта) були одружені з сестрами княгині Марії Лукомської, першої дружини Вітовта. Йонінас висловлював серйозні сумніви в існуванні Марії, відомої за «Хронікою Биховця». Єдине надійне джерело, що згадує Марію, датується 1440—1443 роками й містить інформацію про розподіл земель Марії після її смерті, але не говорить про те, що Марія була дружиною Вітовта.